# La Roureda (Taradell)
La Roureda és una masia de Taradell (Osona) inclosa a l'Inventari del Patrimoni Arquitectònic de Catalunya.

## Descripció
Masia de planta basilical amb el carener perpendicular a la façana situada al migdia. Consta de PB, 1er. p. i golfes, el portal té la llinda apuntada i dues finestres que la flanquegen. Al 1er. p. tres finestres, la central de pedra, gres verdós, amb l'ampit de pedra i llinda datada (1871). A les golfes hi ha una finestra amb un pal al damunt i una corriola. A llevant presenta un cos de planta baixa cobert a una sola vessant amb un portal de totxo i llinda de fusta a la part de migdia. Al nord hi ha una finestra i una espiera, amb una finestra al 1er pis i una altra a les golfes. A ponent hi ha una finestra a la planta i una altra al 1er. p.
L'estat de conservació es mitjà.

## Història
Masia construïda vers el segle xix i abans anomenada Caseta d'en Prou.
La casa fou construïda en un indret guanyat al bosc de roures, de on deu provenir el topònim de la casa.
Fa pocs anys que la casa disfruta de llum i aigua que fins aleshores s'havia d'anar a buscar a la "Font d'en Deu". La zona de les rodalies es troba molt urbanitzada.
Edifici totalment reconstruït el 2016 (només han conservat la llinda de la porta i d'una finestra)